# Boyacá (kommun)
Boyacá är en kommun i Colombia.   Den ligger i departementet Boyacá, i den centrala delen av landet, 120 km nordost om huvudstaden Bogotá. Antalet invånare är 5 074.